# Juillet 1954
Cette page présente les faits marquants du mois de juillet 1954.

## Évènements
- 1er juillet :
  - Canada : Patrick Kerwin est nommé juge en chef à la cour suprême et Douglas Charles Abbott y entre comme juge également.
  - Les troupes franco-vietnamiennes évacuent la zone sud du delta du Tonkin et organisent leur défense autour d’Hanoï et de Hải Phòng.
  - Union nordique des passeports. Libre circulation de la main-d’œuvre dans les pays scandinaves
  - Création au Japon des Forces d’autodéfense[1].

- 2 juillet : début de l'opération Susannah, orchestrée par les services de renseignement militaires israélien pour brouiller le gouvernement égyptien avec les occidentaux. Attentat à la bombe contre un bureau de poste à Alexandrie, puis le 14 juillet contre les bibliothèques de « l'agence d'information des États-Unis » à Alexandrie et au Caire, ainsi qu'un théâtre possédé par des capitaux britanniques.

- 4 juillet : victoire de Juan Manuel Fangio sur Mercedes au Grand Prix automobile de France.

- 7 juillet[2], Tanganyika : fondation de la TANU (Tanganyika African National Union), issue de la TAA. Elle réussit à capter le soutien de la population au-delà des clivages ethniques ou régionaux et s’impose comme la clef du combat anticolonial. Elle met l’accent sur les progrès de l’éducation et la suppression des taxes qui grèvent les productions agricoles et l’élevage.

- 8 juillet : dictature du colonel Carlos Castillo Armas au Guatemala (fin en 1957). Il restitue 950 000 hectares de terres à l’United Fruit Company, expropriée en 1952. Il supprime l’impôt sur les intérêts et les dividendes touchés par les investisseurs étrangers.

- 14 juillet : début de la libération des prisonniers de Diên Biên Phù.

- 15 juillet : premier vol du Boeing 707, avion commercial américain quadriréacteur.

- 17 juillet (Formule 1) : Grand Prix de Grande-Bretagne.

- 20 juillet : accord de paix de Genève mettant fin à la guerre d'Indochine. Non signés par les États-Unis, ils reconnaissent aux communistes la moitié Nord du Viêt Nam. Les Français doivent se retirer d’Indochine. Indépendance totales du Laos et du Cambodge, évacués par le Viêt-minh. Le Viêt Nam est partagé en deux États par le 17e parallèle sous réserve que des élections générales aient lieu dans les deux ans en vue d’une réunification.
  - La guerre d'Indochine a fait officiellement 64 150 « tués, décédés ou disparus » dans le camp français, dont 12 550 Français. La guerre a coûté 3000 milliards de francs (1953), dont plus de 60 % à la charge de la France, soit 10 % des ressources françaises pendant les dix ans de conflit. Elle a empêché la réalisation du plan d’industrialisation de 1946 et marque l’échec du projet fédéral souhaité par la France en Indochine.

- 22 juillet : Pierre Mendès-France prononce un discours à l'Assemblée nationale française au sujet des accords de Genève[3].

- 22 juillet - 2 août[4] : des indépendantistes Indiens occupent les enclaves portugaises de Dadra et Nagar Haveli (intégrées à l'Inde en 1961). Le gouvernement indien laisse faire et ne donne pas le droit de passage au Portugais qui ne peuvent pas défendre leurs territoires.

- 29 juillet, France : le plan de redressement économique proposé par Mendès France est adopté en Conseil des ministres. Parmi les priorités définies : équilibre des échanges, reconversion des industries et de la main-d’œuvre, baisse du coût de l’énergie et du crédit et développement des logements sociaux.

- 31 juillet :
  - Canada : jeux de l'Empire britannique et du Commonwealth 1954.
  - Discours de Carthage de Pierre Mendès France à Carthage promettant l'autonomie interne à la Tunisie et au Maroc[5].
  - Première ascension du K2 par Achille Compagnoni et Lino Ladecelli
  - Jusqu’au 7 aout : le 39e congrès mondial d’espéranto a lieu à Haarlem.

## Naissances
- 3 juillet : Jean-Pierre Batut, évêque catholique français, évêque auxiliaire de Lyon.
- 5 juillet : Jean-Marie Dermagne, avocat au barreau de Dinant (Belgique). Au début des années 2000, il a participé avec, entre autres, Michel Graindorge à la défense collective des « treize de Clabecq ». Il est le père de Pierre-Yves Dermagne, vice-premier ministre belge du gouvernement De Croo depuis octobre 2020.
- 6 juillet : Brian Pallister, homme politique de la circonscription fédérale de Portage—Lisgar.
- 10 juillet : Martha De Laurentiis, productrice américaine († 5 décembre 2021).
- 13 juillet : Abdelkader Lecheheb, footballeur et diplomate marocain († 10 novembre 2024).
- 17 juillet :
  - Angela Merkel, femme politique allemande chancelier fédéral.
  - Joseph Michael Straczynski, auteur de science-fiction.
- 20 juillet : Nguyễn Xuân Phúc, homme d'État vietnamien et président du Viêt Nam de 2021 à 2023.
- 25 juillet : Jürgen Trittin, personnalité politique allemande.
- 27 juillet : Philippe Alliot, coureur automobile de Formule 1.
- 28 juillet :
  - Hugo Chávez, président du Venezuela.
  - Steve Morse, guitariste du groupe de rock Deep Purple succédant à Ritchie Blackmore.
- 31 juillet : Noëlle Perna, humoriste et comédienne française.

## Décès
- 13 juillet : Frida Kahlo, peintre mexicaine.
- 14 juillet : Abderrahmen Mami, médecin tunisien.